# Flughafen Takamatsu

i7
i11
i13

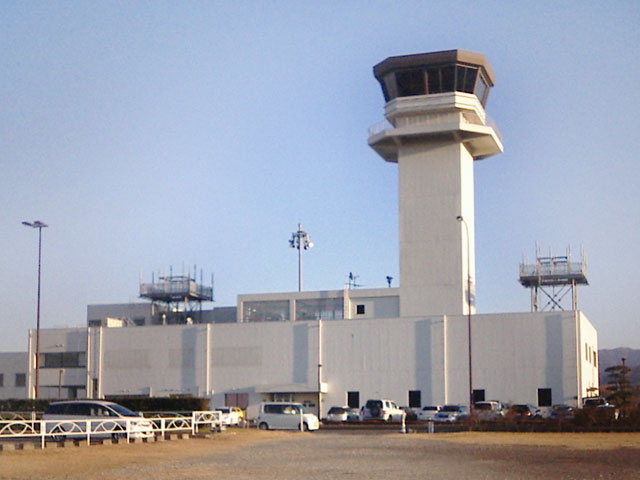
Tower

Der Flughafen Takamatsu (japanisch 高松空港 Takamatsu Kūkō, IATA-Code: TAK, ICAO-Code: RJOT) ist ein Regionalflughafen der japanischen Stadt Takamatsu. Er liegt etwa 15 Kilometer südlich des Stadtzentrums nahe den beginnenden Bergen von Shikoku. Der Flughafen Takamatsu gilt nach der japanischen Gesetzgebung als Flughafen 2. Klasse. Der Flughafen fertigt jährlich etwa 1,5 Millionen Passagiere ab und wird derzeit (2009) von nur vier Fluggesellschaften angeflogen, und mit nur einer internationalen Verbindung nach Seoul durch Asiana Airlines.